# Деген (коммуна)
Деген (нем. Degen GR) — деревня и бывшая коммуна в Швейцарии, в кантоне Граубюнден. 
1 января 2013 года вместе с коммунами Кумбель, Лумбрайн, Мориссен, Сурауа, Виньонь, Велла и Врин вошла в состав новой коммуны Лумнеция.
Входит в состав региона Сурсельва (до 2015 года входила в округ Сурсельва).
Население составляет 252 человека (на 31 декабря 2006 года). Официальный код  —  3594.